# Sơ Phụ
Shufu hay Sơ Phụ (疏附县) là một huyện thuộc địa khu Kashgar, Tân Cương, Cộng hòa Nhân dân Trung Hoa. Huyện này có diện tích 3513 ki-lô-mét vuông, dân số năm 2002 là 360.000 người. Mã số bưu chính là 844100. Chính quyền huyện đóng ở trấn Thác Khắc Tát Khắc. Về mặt hành chính, huyện này được chia thành 1 trấn, 18 hương.
- Trấn: Thác-khắc-trát-khắc.

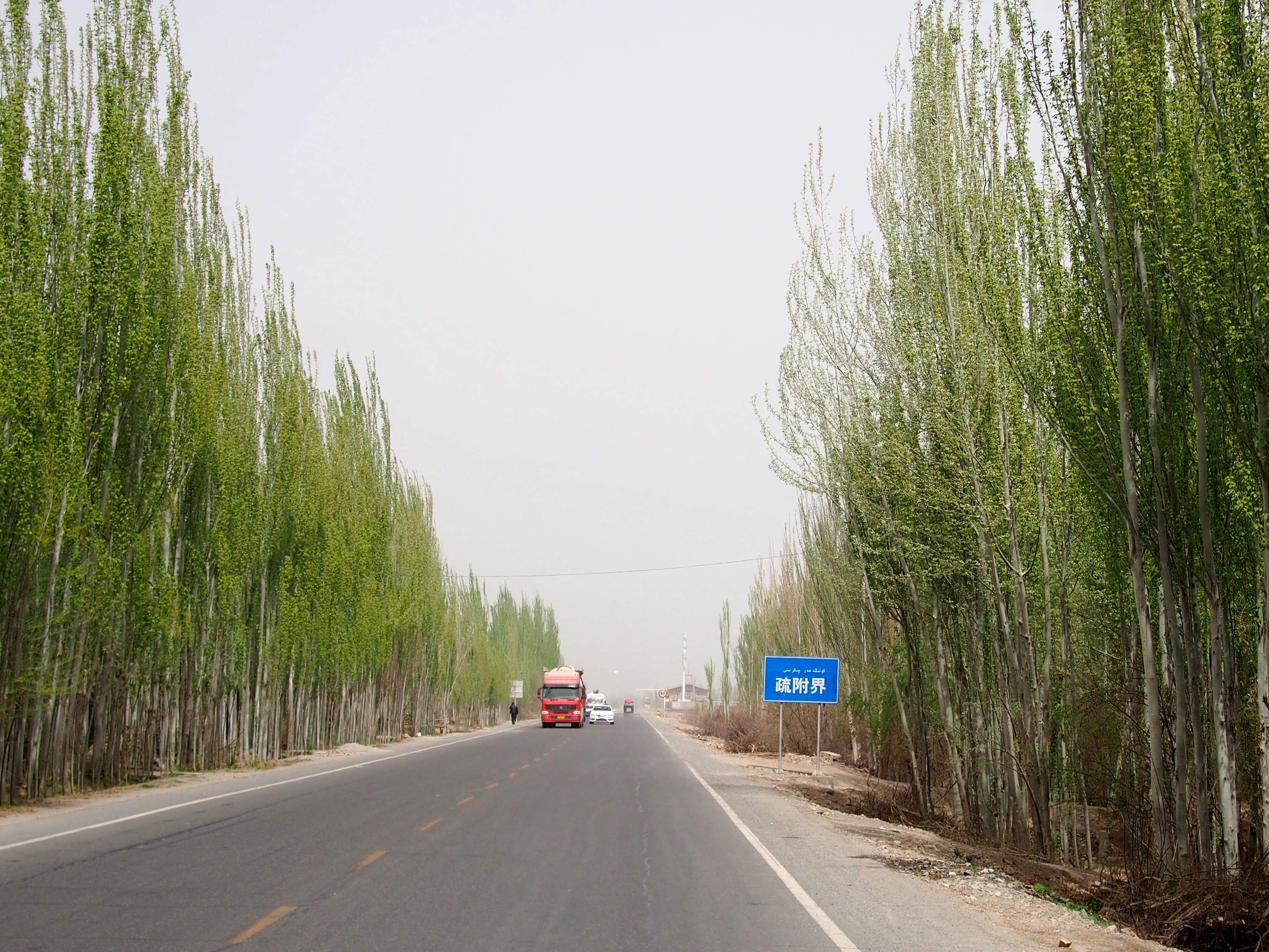

- Hương: Tháp-thập-mễ-lực-khắc, A-kỳ-khắc, Ô-mạt-nhĩ, Bố-lạp-khắc-tô, Bá-thập-khắc-nhiên-mộc, Tát-y-ba-cách, Mãn-hương-thiết- nhật-mộc, Ngô-khố-tát-khắc, Hạo-hãn, Lan-Can, Anh-ngô-tư, Hoang Địa, Trạm Mẫn, A-khắc-khách-thập, A-ngõa-đề, Mộc-thập, Mạt-cáp-thái-khắc-lý